# 進入太空的動物

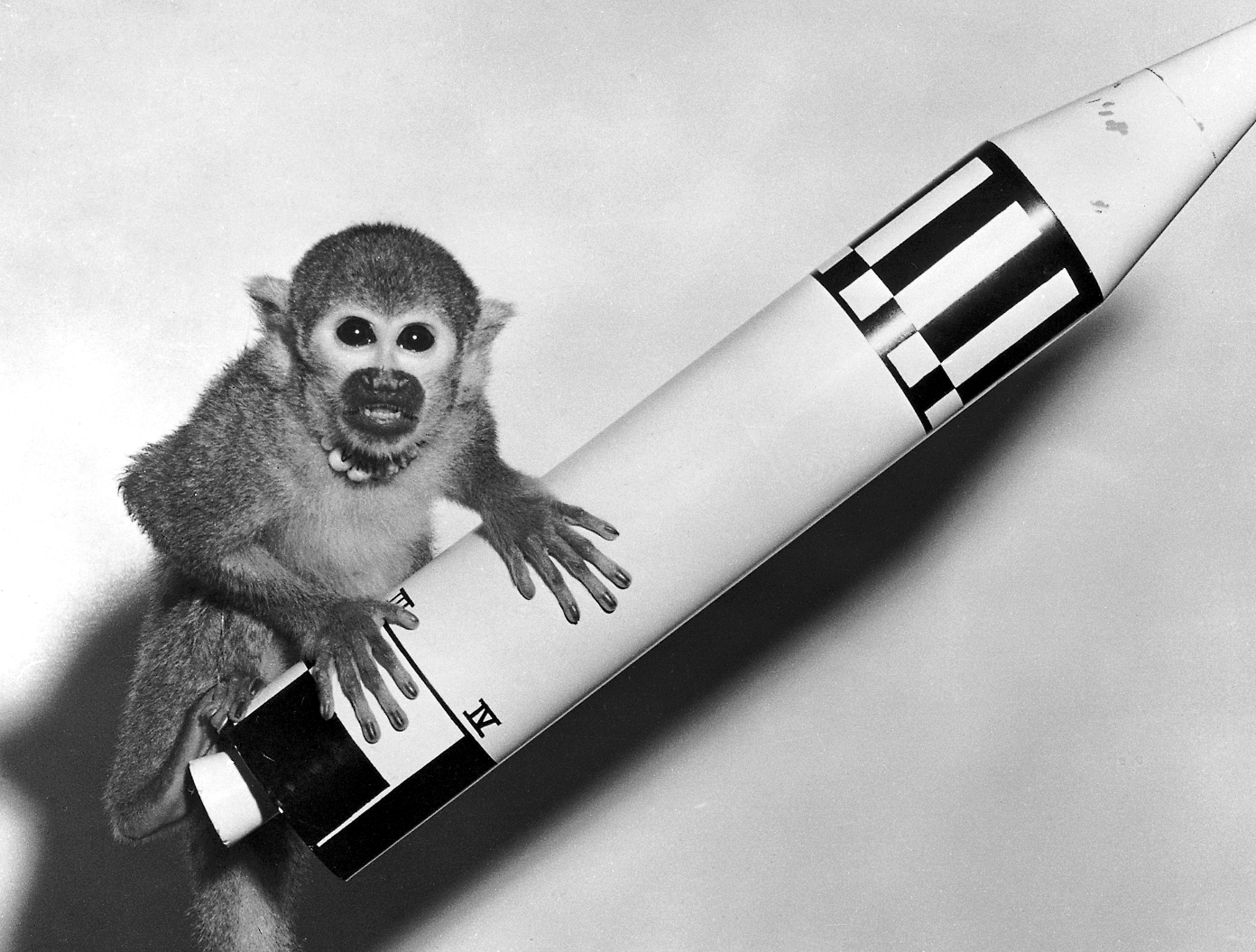
1959年，松鼠猴貝克小姐（太空猴）搭乘PGM-19朱庇特弹道导弹（圖中為火箭比例模型）進入太空。

在人類嘗試载人航天之前，太空動物最初被用來測試航天飛行對生物的生存及安全。隨後，許多不同物種的動物被送入太空，進行各種生物學過程以及研究失重和太空環境對牠們可能產生的影響。生物航天成為生物工程学研究的一個領域，專注於外层空间生命的研究和支持。到目前為止，已有七個國家的太空計畫成功地將動物送上太空，包括美國、蘇聯、法國、阿根廷、中國、日本和伊朗。
已經有各種各樣的動物發射到太空進行實驗，包括猴子和猿、狗、貓、烏龜、老鼠、兔子、魚、青蛙、蜘蛛、鹌鹑蛋（1990年在和平号空间站上孵化）和昆蟲。美國於1947年首次將地球生物（果蠅）送入太空，之後在1949年至1961年間進行了多次發射運載靈長類動物的火箭。法國於1967年進行了兩次運載猴子的航班。蘇聯在1960年代進行了多次運載猴子的火箭，以及1983年至1996年期間進行猴子實驗。1950年代和1960年代，苏联太空计划使用了許多狗進行亞軌道和軌道太空飛行。
1968年9月，兩隻四爪陸龜和幾種植物在探測器5號成為第一個環繞其他星體的生物。隨後，陸龜又參與了1968年11月的探測器6號環月飛行任務，並於1969年8月搭乘探測器7號飛往月球。1972年，五隻老鼠在參與阿波罗17号任務時於阿波羅指令/服務艙執行了創紀錄的繞月飛行75圈，這也是最後一次載人登月航行。

## 背景
自1783年以來，動物一直被用於航空探索。孟格菲兄弟曾將一隻羊、一隻鴨子和一隻公雞送入熱氣球上，以觀察地面動物是否能夠在高空生存（鴨子作為對照實驗），在20世紀中期，由於德國V-2火箭供應有限，美國因而使用高空氣球進行測試，將果蠅、老鼠、倉鼠、天竺鼠、貓、狗、青蛙、金魚和猴子送至高達44,000公尺（144,000英尺；27英里）的高度。
這些飛行實驗發生在1947年到1960年期間，並透過高空氣球測試了輻射劑量、生理反應、生命維持和恢復系統。在同一時期，美國也進行了載人高空氣球飛行實驗，其中一次也攜帶了果蠅。

## 歷史

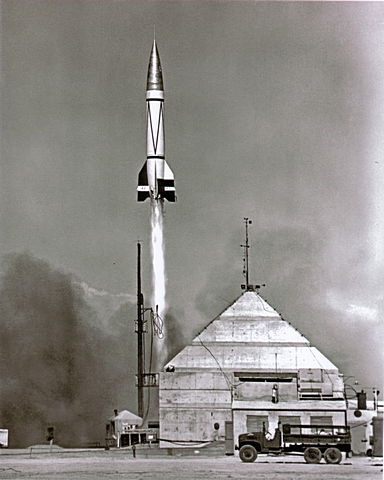
1949年6月14日，第47號V2將第一隻哺乳動物：一隻名叫阿爾伯特二世的恒河猴送入太空。

### 1940年代
1947年2月20日，美國從新墨西哥州白沙导弹靶场發射了V-2火箭，將第一批動物（果蠅）送入太空，此實驗的目的是研究高海拔地區輻射暴露的影響。火箭在3分10秒內達到了109公里（68英里）的高度，超過了美國空軍的80公里（50英里）和國際太空邊界的100公里定義。太空艙成功地被彈出並透過降落傘成功降落，果蠅被成功回收。此後，其他的V-2任務攜帶了生物樣本，包括苔蘚進行測試。
1949年6月14日，阿爾伯特二世成為第一隻進入太空的猴子、靈長類動物和哺乳動物，它是搭乘美國發射的V-2火箭進行的。由於之前載運阿爾伯特的任務在升空過程中失敗。阿爾伯特僅達到48-63公里（30-39英里）的高度；阿爾伯特二世在此次的實驗中達到約134公里（83英里）的高度，但卻因降落傘失靈後而不幸墜毀身亡。
在1950年代和1960年代，美國進行了多次太空飛行實驗，使用了不同種類的猴子。這些猴子植入了感測器以測量生命體徵，在發射過程中許多猴子都處於麻醉狀態。然而，猴子們的死亡率非常高：在1940年代和1950年代，約有三分之二的所有猴子在任務中或著陸後不久就死亡。

### 1950年代
1950年8月31日，美國透過V-2火箭在阿爾伯特V飛行中成功將一隻老鼠送入太空，飛行高度達到137公里。然而，由於降落傘系統失靈，這隻老鼠在下降過程中不幸喪生。在1950年代期間，美國進行了數次其他老鼠的太空實驗。1951年7月22日，蘇聯發射了R-1 IIIA-1進行太空飛行，該火箭搭載了太空犬吉普賽（Цыган）和德茲克（俄語：Дезик），這兩隻狗穿著壓克力泡型頭盔的壓力衣，雖然未進入軌道。但卻成為第一批成功從太空飛行中生還的生物，這兩隻太空狗在該次飛行中都倖存下來。然而德茲克在後續進行的另一次飛行中死亡。
1957年11月3日，第二個進入軌道的太空船搭載歷史上第一隻進入地球軌道的動物－太空犬萊卡。此次發射由蘇聯的史普尼克2號執行。然而，當時還未成功發展出讓太空船從軌道返回的技術，導致萊卡在飛行中不幸喪生，此後，至少有10隻太空犬被發射進入軌道，同時還有眾多進行亞軌道飛行的實驗。在1961年4月12日，尤里·加加林成為第一位進入太空的人類。
1958年12月13日，一枚由佛罗里达州卡纳维拉尔角發射的PGM-19朱庇特弹道导弹（Jupiter IRBMAM-13）搭載一隻由美國海軍訓練的南美松鼠猴戈多。 由於鼻錐的降落傘未能操作，導致戈多失蹤。但在飛行期間發送回來的遠測數據顯示，戈多在10G力的發射力、8分鐘的失重以及以每小時16,000公里（4,400米/秒；9,900英里/小時）的速度進行40G力的再入過程中仍存活下來。鼻錐最終沉沒在卡納維拉爾角以東1,302海裡（2,411公里）的區域，從未被尋回。
1959年5月28日的飛行中，松鼠猴艾布爾小姐（Miss Able）和貝克小姐成為第一批安全從太空返回的猴子。這兩隻猴子乘坐飛彈的鼻錐到達了579公里（360英里）的高度和2,735公里（1,699英里）的距離，並經歷了38倍正常重力的力量，失重約9分鐘。在16分鐘的飛行中，它們達到了每小時16,000公里（4,400公尺/秒；9,900英里/小時）的最高速度。這兩隻猴子在飛行中仍保持良好狀態。艾布爾小姐在飛行後四天因麻醉產生過敏反應死亡，貝克小姐則成為媒體的焦點，必在接下來的幾個月被密切觀察是否有任何太空飛行的不良影響。甚至進行交配以測試其生殖系統。貝克小姐一直住在阿拉巴馬州亨茨維爾的美国太空和火箭中心，直到1984年11月29日因腎衰竭在奧本大學的一家診所去世。
1959年7月2日，蘇聯R2火箭的發射達到了212公里（132英里）的高度，該次飛行搭載了兩隻太空犬和第一隻進入太空的兔子馬爾夫沙。在同年9月19日的一次發射，一枚朱庇特AM-23飛彈攜帶了兩隻青蛙和12隻老鼠，但在發射過程中被摧毀。
1959年12月4日，一隻恆河猴山姆（Sam）搭乘水星計畫的小喬2號任務，抵達約85公里（53英里）的高度。

### 1960年代

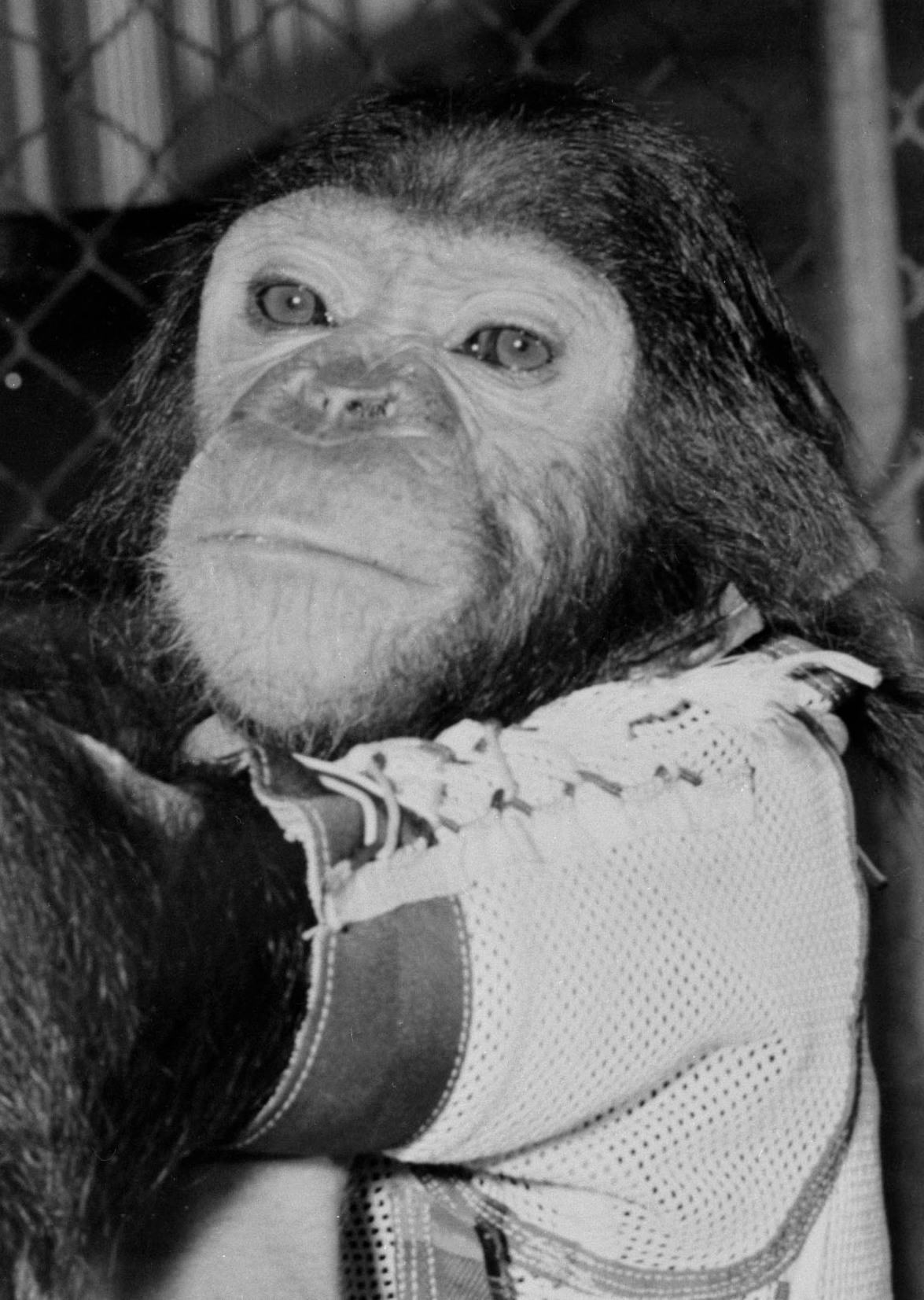
1961年11月29日，美國太空總署水星-阿特拉斯5號飛行期間，埃諾斯成為第一個環繞地球軌道的黑猩猩，也是歷史上的第三隻靈長類動物。

1960年8月19日，蘇聯成功發射了史潑尼克5號，載有兩隻太空犬貝爾卡和斯特雷卡、一隻灰兔、40隻小鼠、2隻大鼠以及15瓶果蠅和植物。這是歷史上第一艘將動物送入軌道並成功回收的太空船。斯特雷卡在任務後剩下了一隻小狗普辛卡（Pushinka），並於1961年被尼基塔·赫魯曉夫送給卡羅琳·肯尼迪，並已知有許多後代存在。同年10月13日，美國使用Atlas D 71D運載火箭將三隻黑老鼠：莎莉、艾米和莫伊（Sally、Amy、Moe）發射到距卡納維拉爾角1,000公里、8,000公里的地方。這些老鼠是從阿森松島附近的鼻錐中取出的，生存狀況良好。
1961年1月31日，黑猩猩漢姆搭乘紅石運載火箭乘坐水星计划艙被送入亞軌道，成為第一隻進入太空的猿。哈姆的任務是水星-紅石2號。他接受過拉動槓桿的訓練，以獲取香蕉顆粒作為獎勵並避免電擊。並在飛行期間展示了在太空飛行期間執行任務的能力。三個多月後，美國透過亞軌道飛行將艾伦·谢泼德送入太空。1961年11月29日，埃諾斯在水星-阿特拉斯5號任務中乘坐水星太空艙繞了兩圈，成為第一隻也是唯一一隻到達地球軌道的黑猩猩。兩個月後，水星計畫飛行員约翰·格伦繞地球飛行。
1961年3月9日，蘇聯發射了科拉布爾人造衛星4號，運載著一隻名叫切爾努什卡（Чернушка）的狗、一些老鼠、青蛙，以及首次進入太空的豚鼠。所有生物被成功回收。法國於1961年2月22日將第一隻老鼠赫克托送入太空。1962年10月又將兩隻老鼠送入太空。
1963年10月18日，法國用Veronique AGI 47號探空火箭將第一隻太空貓费莉塞特發射至太空。這次發射是由法國航空醫學研究中心（CERMA）指導的。經過15分鐘的飛行和降落傘降落後，菲利塞特被成功回收。菲利塞特的大腦中植入了電極，記錄下來的神經脈衝被傳回地球。並在經過兩個月的分析後被安樂死以便進行屍檢。2019年12月18日，一座帶有费莉塞特肖像的青銅雕像在法國史特拉斯堡的國際太空大學落成。1963年10月24日，第二隻貓被CERMA送入太空，但飛行途中遇到了困難而無法回收，1967年3月，法國將兩隻猴子發射太空。
中國科學院生物物理學所在1964至1966年間先後將白鼠、果蠅、小狗等生物用T-7A探空火箭送上高空
在上升计划期間，兩隻蘇聯太空狗維泰羅克（Ветерок）和烏戈廖克（Уголёк）於1966年2月22日搭乘宇宙110號升空，在軌道上待了22天，並於3月16日著陸。直到1971年的聯盟11號，人類才超越了這一破紀錄的太空飛行，該任務至今仍為太空犬最長的太空飛行。
美國於1966年發射了生物衛星一號，並於1967年發射了生物衛星一號/二號，其中包括果蠅、寄生蜂、麵粉甲蟲和青蛙卵，以及細菌、變形蟲、植物和真菌。
1967年4月11日，阿根廷透過用亞拉拉火箭發射了老鼠貝利薩裡奧，該任務後成功回收。目前還不清楚阿根廷的太空動物飛行是否突破了100公里的太空限制。1969年12月23日，作為「聖誕節行動」的一部分，阿根廷使用老人星二號（Canopus II）火箭發射黑帽捲尾猴胡安。上升82公里後成功回收 。1970年2月1日，使用X-1 Panther火箭的同種雌性猴子重複了這一經歷。它達到了比前身更高的高度，但由於太空艙降落傘失效而無法回收。
1968年9月14日，蘇聯在探測器5號上發射第一批進行繞月軌道飛行的動物。這些動物包括兩隻來自霍斯菲爾德的陸龜、酒蠅、黄粉虫和其他生物標本被送往月球進行環月航行。太空艙最後在9月21日於海上成功回收。這些動物均倖存下來，但體重有所減輕。更多的陸龜隨後執行了1968年11月的環月探測器6號任務（在12月美國載人阿波羅8號任務之前），四隻海龜執行了探測器7號任務，該任務於1969年8月11日（阿波羅11號登月三週後）進行繞月飛行。
1969年6月28日，美國在生物衛星3號上發射了猴子邦尼（Bonny），預定繞地球運行30天，邦尼從經過訓練的分配器中餵食顆粒來進行任務操作。然而上空後，邦尼的健康狀況迅速惡化，他於7月7日返回地球，並在太空艙在太平洋被發現的第二天去世。

### 1970年代

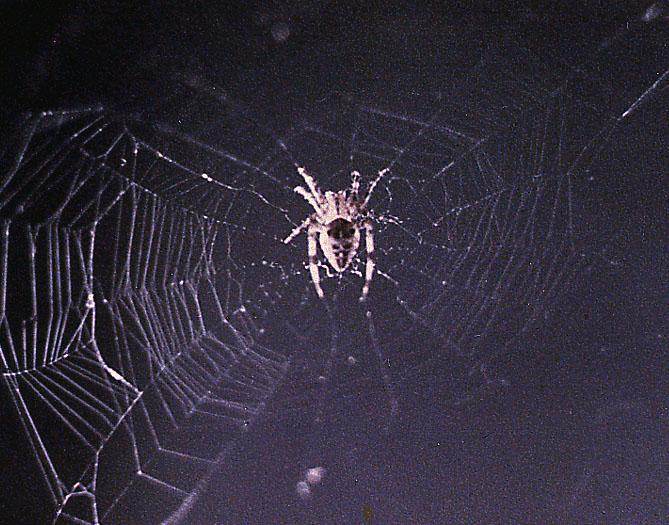
第一個在太空中建造的蜘蛛網（1973年天空实验室3号任務期間）

1970年11月9日，兩隻牛蛙被發射到軌道上執行了一項單程任務，搭載在軌道青蛙耳石計畫的衛星上，旨在更深入了解太空暈動病。
阿波羅16號於1972年4月16日發射，該次任務搭載了線蟲。阿波羅17號於1972年12月7日發射，在此次則搭載了五隻小袖珍老鼠，分別為費、菲、佛、芬和富伊，它們與太空人罗纳德·埃万斯一同在繞月艙內度過了六天。然而其中一隻老鼠在旅途中不幸死亡。
天空实验室3号任務（1973年）則搭載了小袖珍老鼠和太空中的第一條魚（一條加拿大底鱂），以及太空中的第一隻蜘蛛（命名為阿拉貝拉和阿妮塔的花園蜘蛛）。美國於1975年7月15日發射的阿波罗-联盟测试计划中，也搭載了加拿大底鱂。
蘇聯在此時期也進行了多次生物負荷的「生物計畫」任務。在這些發射中，他們搭載了烏龜、老鼠和加拿大底鱂。在1975年11月17日發射的聯盟20號上，烏龜創下了動物在太空中停留的持續時間記錄，達到了90.5天。此外，1976年6月22日，禮炮5號攜帶了烏龜和一條魚（斑馬魚）。

### 1980年代
蘇聯仍持續透過生物計畫進行了八次猴子的太空飛行。在這些任務中，飛行載具也搭載了斑馬丹尼奧、果蠅、老鼠、竹節蟲卵其中在在1985年的宇宙1667號任務中載運太空中的第一批蠑螈，這些蠑螈的前肢部分被切除，旨在研究它們在太空中再生的速度，以增進對人類在太空中受傷復健的了解。
1985年，挑戰者號太空梭STS-51-B任務上搭載了兩隻松鼠猴，同時還有24隻雄性白化鼠和竹節蟲卵。而在挑战者号航天飞机灾难之後，32個雞胚胎（受精卵）的學生實驗在1989年的STS-29任務中被發現號送入太空，以確定太空飛行對受精雞胚胎的影響。

### 1990年代

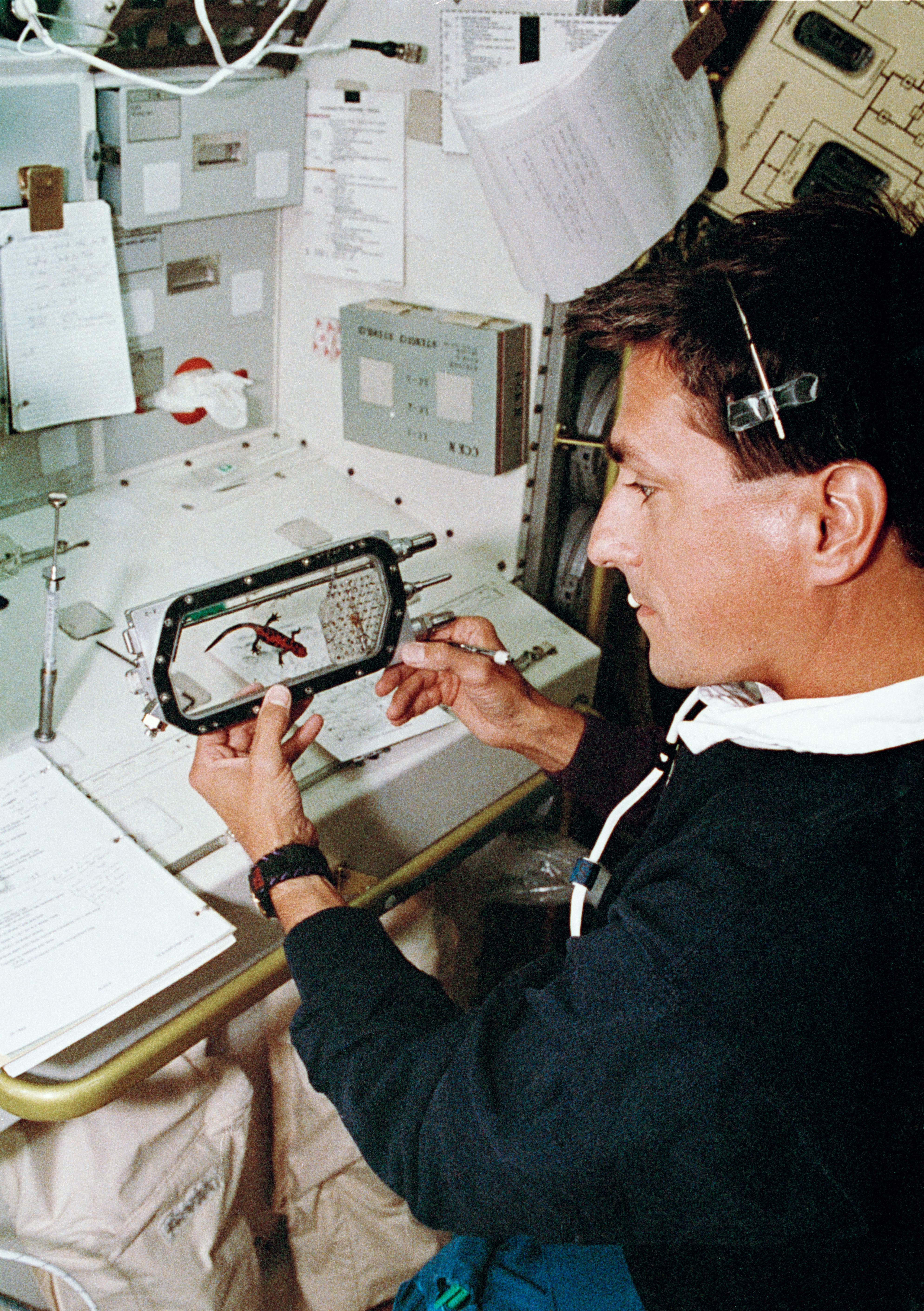
1994年，太空人唐納德·托馬斯在哥倫比亞號太空梭STS-65任務中上檢查蠑螈的狀況。

在蘇聯的最後幾次「生物」計畫飛行中，四隻猴子進行了太空旅行，同時也攜帶了青蛙和果蠅。福通計畫的飛行中攜帶了休眠狀態的鹵蟲、蠑螈、果蠅和沙漠蝗蟲，1990年，中國發射了豚鼠。
1990年12月，日本新聞工作者秋山丰宽在前往和平號太空站的旅途中攜帶了日本樹蛙。和平號太空站上的其他生物實驗也涉及鵪鶉蛋。
1995年3月18日，日本發射了蠑螈搭載在宇宙飛行器裝置上。
在1990年代，美國則透過多次的太空梭任務攜帶了蟋蟀、老鼠、大鼠、青蛙、蠑螈、果蠅、蝸牛、鯉魚、青鱂、毒棘豹蟾魚、海膽、劍尾魚、松毛蟲卵 、竹節蟲卵、千屈菜蟲、鵪鶉蛋和水母。

### 2000年代
2003年，當哥倫比亞號太空梭進行最後一次飛行任務STS-107中攜帶了家蠶、轉刺蛛、木工蜂、收割蟻和青鱂。 在哥伦比亚号航天飞机灾难發生後的殘骸中，則發現一項實驗中的線蟲仍然存活著。
2006年7月12日，畢格羅宇航發射了创世纪1号，其中太空艙上設有許多小物品，如玩具和由公司員工選擇的簡單實驗，這些實驗將透過攝影機進行觀察。這些攜帶的物品包括馬達加斯加蟑螂和墨西哥跳豆——含有蛹虱盾蛾活幼蟲的種子。 2007年6月28日，畢格羅宇航發射了创世纪2号，這艘太空船除攜帶了馬達加斯加蟑螂，並增加了南非扁平岩蠍和種子收割螞蟻。
在2007年9月，歐洲太空總署的FOTON-M3任務期間，發現了水熊能夠在暴露真空10天的情況下存活，在同一任務中，一些蟑螂被裝在封閉的容器內，至少有一隻雌性在任務期間受孕。 它們返回地球後，名為納德日達的蟑螂成為第一隻在太空中受孕並產下後代的地球生物。
2009年3月15日，在STS-119的倒數過程中，一隻犬吻蝠被發現緊貼在燃料箱上。NASA觀察員認為，犬吻蝠在太空梭開始發射後會飛走，但最終結果顯示並未飛走。在分析了圖像後，支持中心的野生動物專家表示，這隻犬吻蝠很可能左翅受傷，並且右肩或腕部有著問題。很可能在發現號進入軌道的過程中死亡。
在2009年11月，STS-129任務將小紅蛺蝶和帝王蛾的幼蟲帶入太空，進行學校實驗，同時也攜帶了數千隻秀麗隱桿線蟲進行長期的減重研究。

### 2010年代
2011年5月，奮進號太空梭的最後一次飛行STS-134攜帶了兩隻金圓蛛，分別命名為葛萊迪斯和艾斯梅拉達，以及一個果蠅群體作為它們的食物來源，以研究微重力對蜘蛛行為的影響。 此外，也將緩步動物和極端嗜熱生物送入了軌道。
2011年11月，福布斯-土壤任務上的「生命間行飛行實驗」計畫將緩步動物送到火星並返回；然而，該任務未能離開地球軌道。2012年10月，透過联盟TMA-06M運載火箭，32條青鱂被送入國際太空站，置放於希望號實驗艙中的新水域棲息地。
2013年1月28日，伊朗新聞機構報道稱，伊朗透過「皮什加姆號」火箭將一隻猴子送到116公里（72英里）的高度，並成功取回了「貨物」。 隨後，伊朗的太空研究網站上傳了一段18分鐘的影片。這段影片後來也被上傳到了YouTube。2013年2月3日，在其革命的31週年紀念日上，伊朗成為最新一個將動物送入太空的國家。這些動物（一隻老鼠、兩隻烏龜和一些蠕蟲）搭載在卡沃什加爾3號並功返回地球。
2014年1月，國際太空站上研究了皺家蟻的搜尋策略。
2014年7月19日，俄羅斯宣布他們將福田-M4衛星送入低地球軌道（575公里），載有一隻雄性和四隻雌性壁虎（可能是马达加斯加金粉守宫），旨在研究爬行動物的生殖習性對微重力的影響。然而7月24日，俄羅斯宣布失去對衛星的控制，僅剩下兩個月的時間恢復聯繫，否則壁虎的食物供應將耗盡。雖然在7月28日成功恢復對衛星的控制。但在9月1日，俄羅斯確認五隻壁虎全部死亡，表示它們的屍體呈現木乃伊狀，似乎顯示它們死於凍死。俄羅斯據稱已委任了一個緊急委員會來調查動物的死因。
2014年9月23日，SpaceX CRS-4任務向國際太空站交付了20隻老鼠，用於研究老鼠在微重力條件下的長期影響。 這是囓齒動物研究硬體系統的首次使用。
2015年4月14日，SpaceX CRS-6任務向國際太空站交付了20隻C57BL/6NTAC老鼠，用於評估微重力對老鼠的肌肉、骨骼和肌腱質量的長期影響。
2016年4月8日，Rodent Research 3任務透過SpaceX CRS-8向國際太空站交付了20隻老鼠。 由礼来公司贊助的實驗研究了抑制肌肉骨骼和肌肉萎缩症。老鼠被在航天站上安樂死並解剖，然後被冷凍以便將來進行進一步的研究。
2018年6月29日，SpaceX龙飞船佛羅里達發射，攜帶20隻老鼠。這些老鼠於2018年7月2日抵達國際太空站。作為研究地球生物在太空中的生理和睡眠時間對壓力反應研究的一部分。
中國的嫦娥四号月球登陸器攜帶了一個重量為3公斤的密封容器，其中包含種子和昆蟲卵，以測試植物和昆蟲是否可以在月球上孵化和共同生長。
2019年4月11日，以色列的創世紀號太空船因在下降過程中引擎故障並失聯，最後墜毀於月面，它的有效載荷包括數千隻緩步動物。儘管尚不清楚它們是否在撞擊中倖存下來。

### 2020年代
2021年6月3日，SpaceX CRS-22任務成功將緩步動物（水熊）和夏威夷短尾魷魚送入國際太空站。這些魷魚在剛孵化時就被發射升空，科學家將對它們進行研究，以了解它們是否能夠在太空中將共生細菌融入其發光器官中。

## 另見
- 生物航天（英语：Bioastronautics）
- 愛麗絲·金·查塔姆（英语：Alice King Chatham）：美國設計師，為首批進入太空的一些動物設計設備
- 費利克斯一世（英语：Félix_I）：1958-59年巴西陸軍取消的發射太空貓項目
- 登陸月球的物種列表（英语：List_of_species_that_have_landed_on_the_Moon）
- 模式生物
- 在太空的猴子和猿（英语：Monkeys_and_apes_in_space）
- 太空植物（英语：Plants_in_space）

## 外部連結
- History of chimpanzees in U.S. air and space research
- History of Research in Space Biology and Biodynamics (NASA) （页面存档备份，存于）
- One Small Step: The Story of the Space Chimps. Documentary on History of Primates Used in Space Travel （页面存档备份，存于）
- Purr 'n' Fur: Felicette and Felix, Space Cats （页面存档备份，存于）